# Северен полюс
Северният полюс (по-точно географски Северен полюс или земен Северен полюс) се определя (с уговорки) като точката в Северното полукълбо, в която оста на въртене на Земята се пресича с повърхността ѝ. Не трябва да се бърка със Северния магнитен полюс.
Северният полюс е най-северната точка на Земята, диаметрално противоположна на Южния полюс. За негова географска ширина се дава 90° с.ш., като посоката, насочена към него, се счита за „истински север“. На Северния полюс във всички посоки е юг. Тук се събират всички меридиани, така че всяка географска дължина е вярна за Северния полюс.
Докато Южният полюс се намира на материк, Северният е разположен в средата на Северния ледовит океан, като водите са почти целогодишно покрити от постоянно изместваща се ледена покривка. Поради това не е практично построяването на постоянна станция на Северния полюс. СССР и Русия правят много „дрейфни станции“, които са построени на или близо до полюса. В началото на XXI век проучванията показват, че Северният полюс може да остане без лед за сезон поради топенето на ледниците, като това се предвижда за от след няколко години до след над 50.
Дълбочината на океана при Северния полюс е 4261 m. Смята се, че най-близката земя е о. Кафеклюбен, близо до брега на Гренландия, който отстои от полюса на около 700 km. Някои предполагат, че малко по-наблизо се намират и непостоянни баластрени маси.

## Експедиции

### Преди 1900 г.
Още от 16 век е разпространено правилното схващане, че Северният полюс се намира насред море (наричано през 19 век Полиния или Отворено полярно море) и до него може да се достигне с кораб в периоди от годината, през които ледът е стопен или е тънък. Организирани са няколко експедиции с цел намиране на път до полюса. Повечето от тях използват китоловни кораби, вече широко разпространени в студените географски ширини.
Една от първите експедиции, поставили си за цел достигането до Северния полюс, е ръководена от британския флотски офицер Уилям Едуард Пари, който през 1827 г. достига 82°45′ с.ш. През 1871 г. американската експедиция Полярна звезда, под ръководството на Чарлс Франсис Хол, завършва трагично. Американската експедиция от 1879 – 1881 г., водена от флотския офицер Джордж Уошингтън де Лонг, също има фатален край, след като нейния кораб USS Jeannette е смазан от леда. Почти половината екипаж, включително и Де Лонг, загиват.
През април 1895 г. норвежките изследователи Фритьоф Нансен и Ялмар Юхансен потеглят към полюса със ски, след като изоставят заседналия в леда кораб „Фрам“. Двамата достигат 86°14′ с.ш., след което потеглят на юг и впоследствие се домъкват до Земя на Франц Йосиф.
През 1897 г. шведският инженер Соломон Август Андре с двама придружители прави опит да стигне Северния полюс със своя водороден балон „Örnen“ (Орел), но падат на 300 km северно от Квитьоя, най-северната точка на архипелага Свалбард (Шпицберген), и загиват там. През 1930 г. останките на тази експедиция са открити от норвежката експедиция Братвог.
Италианският изследовател Луиджи Амедео, херцог на Абруци и капитан Умберто Кани от Италианския кралски флот отплават през 1899 г. от Норвегия с кораба „Stella Polare“ (Полярна звезда). На 11 март 1900 г. експедицията стъпва на леда и на 25 април те достигат 86° 34’ с.ш., поставяйки нов рекорд и подобрявайки този на Нансен и Юхансен от 1895 г. с 35 – 40 km. На 16 август „Stella Polare“ отплава от о. Рудолф и се завръща в Норвегия.

### 1900 – 1940 г.
Изследователят от САЩ Фредерик Кук твърди, че е достигнал Северния полюс на 21 април 1908 г., с двама съпровождащи го инуита, но не успява да покаже убедително доказателство и твърдението му не е прието.
Покоряването на Северния полюс в продължение на много години е приписвано на инженера от американските ВМС Робърт Пири, който твърди, че е достигнал до полюса на 6 април 1909 г., придружен от Матю Хенсън и четири инуита. Твърдението на Пири обаче остава спорно. Тези, които придружават Пири в последния етап от пътуването, не са били обучени в навигация, и по този начин не могат независимо да потвърдят навигационните му измервания, за които някои твърдят, че стават доста небрежни и неточни с приближаването му към полюса.
Разстоянията и скоростта, които Пири твърди че е достигнал след оттеглянето на последната поддържаща група, изглеждат невероятни за много хора, като те са почти три пъти по-големи, отколкото дотогава. Описанието на Пири за пътуване до полюса и обратно по пряка линия – единствената стратегия, която е в съответствие с времевите ограничения, пред които е изправен, се разминава с описанието на Хенсън за криволичещи заобикаляния за избягване на тороси и големи дупки в морския лед.
Британският изследовател Уолтър Хърбърт, първоначално поддръжник на Пири, проучва неговите дневници през 1989 г. и установява, че са налице съществени несъответствия в навигационни записи на откривателя. Той заключава, че Пири не е достигнал до Северния полюс. Подкрепа за твърдението на Пири се появява отново през 2005 г., когато друг британски изследовател, Том Ейвъри, заедно с четирима спътника, пресъздава пътуването Пири от изходния пункт с копия на дървени шейни и впрягове от канадски ескимоски кучета, достигайки Северния полюс за 36 дни и 22 часа – почти пет часа по-бързо от Пири. Въпреки това, най-бързият 5-дневен преход на Ейвъри е 90 морски мили, значително по-кратък от 135-те мили, които твърди Пири. Ейвъри пише на уебсайта си: „Възхищението и уважението, които отдавах на Робърт Пири, Матю Хенсън и четиримата инуитски мъже, които са се изправили срещу Севера през 1909 г., нараснаха неимоверно, след като тръгнахме от нос Колумбия. Сега, след като самият аз видях как той е пътувал сред паковите ледове, съм по-убеден от всякога, че Пири наистина е открил Северния полюс.“
Друго отхвърляне на твърдението на Пири се появява през 2009 г., когато Ерланд Стандиш от Калифорнийския технологичен институт, арбитър при научни претенции, съобщава за множество предполагаеми пропуски и несъответствия.
Първият заявен като успешен полет над Северния полюс е направен на 9 май 1926 г. от американския морски офицер Ричард Бърд и пилота Флойд Бенет с тримоторен самолет „Фокер“. Въпреки че е потвърдено по това време от комитет на Националното географско дружество, твърдението е оспорено от разкритие от 1996 г., които показва, че данните от слънчевия секстант в дълго време неоткрития дневник на Бърд (който дружеството никога не проверява) противоречат на паралелните данни в доклада му от 26 юни 1926 г. с над 100 km.
Първото проверено и научно прието за убедително достигане на полюса е на 12 май 1926 г. от норвежкия изследовател Роалд Амундсен и неговия американски спонсор Линкълн Елсуърт с дирижабъла Норге. Дирижабълът, макар и норвежка собственост, е проектиран и пилотиран от италианеца Умберто Нобиле. Полетът започва от островите Шпицберген (Норвегия) и прекосява Северния ледовит океан до Аляска. Нобиле, заедно с няколко учени и екипажа на Норге, прелита над полюса за втори път на 24 май 1928 г., с дирижабъла Италия. Той обаче се разбива при завръщането си от полюса, губейки половината от екипажа си.
През май 1937 г. е създадена първата в света дрейфна станция, Северен полюс-1, проектирана от съветските учени и спусната на разстояние 20 km от Северния полюс. Членове на експедицията са океанографът Пьотър Ширшов, метеорологът Евгений Фьодоров, радиооператорът Ернст Кренкел и водачът Иван Папанин.
 Те провеждат научни изследвания през следващите девет месеца. До 19 февруари 1938 г., когато групата е качена на борда на ледоразбивачите Таймир и Мурман, тяхната станция е пропътувала 2850 km по дрейфуващия лед до източния бряг на Гренландия.

### 1940 – 2000 г.
През май 1945 г.самолет „Авро Ланкастър“ от Кралските военновъздушни сили, част от експедиция „Овен“, става първото въздухоплавателно средство на Общността на нациите, което прелетява над Северния географски и Северния магнитен полюс. Самолетът е пилотиран от Дейвид Маккинли от Кралските ВВС. В полета взима участие 11-членен екипаж, с Кенет Маклър от Кралските ВВС на Канада, който отговаря за всички научни наблюдения. През 2006 г. Маклър е удостоен с място в Залата на славата на авиацията на Канада.
Пренебрегвайки спорното твърдение на Пири, първите хора, стъпили на Северния полюс, са от СССР. Експедицията „Север-2“ включва геофизиците Михаил Острекин и Павел Сенко, океанографите Михаил Сомов и Павел Гордиенко и други учени и полетен екипаж (24 души общо), под ръководството на Александър Кузнецов (март-май 1948 г.). Експедицията е организирана от Главното управление на Северния морски път. и излита на три самолета (пилоти Иван Черевични, Виталий Маслеников и Иля Котов) от остров Котелни до Северния полюс и се приземява там в 16:44 ч. (московско време, UTC + 04: 00) на 23 април 1948 г. Участниците построяват временен лагер, и през следващите два дни провеждат научни наблюдения. На 26 април експедицията отлита обратно на континента.
На 9 май 1949 г., други двама съветски учени (Виталий Волович и Андрей Медведев) стават първите хора, които се приземяват с парашут на Северния полюс. от самолет Дъглас C-47 Скайтрейн.
На 3 май 1952 г., подполковникът от ВВС на САЩ Джоузеф Флечър и лейтенант Уилям Бенедикт, заедно с учения Албърт Крери, приземяват на полюса модифициран Дъглас C-47 „Скайтрейн“. Някои западни източници считат, че това е първото кацане на полюса, до публикуването на съветските приземявания, които по това време са засекретени.
Американската подводница Наутилус преминава под ледовете на Северния полюс на 3 август 1958 г. На 17 март 1959 г. друга подводница, Скейт, излиза на повърхността на Северния полюс, пробивайки през леда, ставайки първият военен кораб, който прави това.
Оставяйки настрана твърдението на Пири, първото потвърдено достигане до Северния полюс по леда е на Ралф Плейстед, Уолт Педерсън, Джери Пицъл и Жан Люк Бомбардие, които пътуват по леда на моторни шейни и достигат полюса на 19 април 1968 г. ВВС на САЩ отделно потвърждава тяхното местоположение.
На 6 април 1969 г. Уоли Хърбърт и съекипниците му Алън Джил, Рой Кьорнер и Кенет Хеджис от британската Трансарктическа експедиция стават първите хора, достигнали Северния полюс пеша (макар и с помощта на кучешки впрягове и парашутни доставки). Те продължават, завършвайки първото преминаване по ледовете на Северния ледовит океан – по най-дългата му линия, от Бароу, Аляска до Шпицберген – подвиг, който все още не е повторен. Поради предположенията (по-късно доказани като необосновани) за използването на въздушен транспорт от страна на Плейстед, някои източници класифицират експедицията на Хърбърт като първият потвърден опит за достигане до Северния полюс по повърхността на леда с всякакви средства. През 1980-те, пилотите на Плейстед, Уелънд Фипс и Кен Лий подписват клетвени декларации, потвърждаващи, че такъв въздушен транспорт не е осъществяван. Споменато е също така, че Хърбърт е първият човек, достигнал полюса на недостъпността.

### XXI в.
През последните години пътуванията до Северния полюс по въздух (кацане с хеликоптер или на самолетна писта, приготвена на леда) или от ледоразбивачи са относително рутинни, и дори са достъпни за малки групи туристи чрез компании, които предлагат подобни туристически услуги. В днешно време често се извършват и парашутни скокове върху самия полюс. От 2002 г. насам, на неголямо разстояние от полюса, чрез въздушен транспорт ежегодно са установява временния сезонен руски лагер Барнео, който се използва за научни изследвания и туристически пътувания. Екскурзиите от лагера до самия полюс се организират по суша или с хеликоптер.
Първият опит за подводно изследване на Северния полюс е направен на 22 април 1998 г. от руския пожарникар и водолаз Андрей Рожков с подкрепата на клуба на гмуркачите към Московския държавен университет. Той обаче приключва фатално. Следващият опит за гмуркане на Северния полюс е организирана през следващата година от същия клуб, и завърши с успех на 24 април 1999 г. Водолазите са Михаел Волф (Австрия), Брет Кормък (Великобритания) и Боб Уос (САЩ).

## Ден и нощ
На Северния полюс слънцето е постоянно над хоризонта през летните месеци и непрекъснато под хоризонта през зимните месеци. Денят трае 187 денонощия, а нощта – 178. При това денят и нощта се сменят благодарение на въртенето на Земята около Слънцето, а не на въртенето около оста. Изгревът е точно преди пролетното равноденствие (около 19 март); след това са му необходими три месеца, за да достигне до своята най-висока точка на близо двадесет и 23½° височина по време на лятото слънцестоене (около 21 юни), след което слънцето започва да се снижава, достигайки залез малко след есенното равноденствие (около 24 септември). Когато слънцето се вижда в полярното небе, то изглежда сякаш се движи в хоризонтален кръг над хоризонта. Този кръг постепенно се издига в близост до хоризонта веднага след пролетното равноденствие до максимална кота (в градуси) над хоризонта в лятното слънцестоене и след това потъва обратно към хоризонта, преди се снижи под него при есенното равноденствие.
Период на утринен здрач от около две седмици се наблюдава преди изгрев и след залез, след това т. нар. „морски здрач“ от около пет и накрая „астрономически здрач“ в период от около седем седмици преди изгрев и след залез слънце.
Тези ефекти са причинени от комбинацията на наклона на оста на Земята и въртенето ѝ около Слънцето. Посоката на аксиалния наклон на Земята, както и ъгълът ѝ спрямо равнината на орбитата на Земята около Слънцето, остават почти постоянни в течение на една година (и двете се променят много бавно в продължение на дълги периоди от време). В средата на лятото Северният полюс е обърнат към слънцето в максимална степен. С напредването на годината и движението на Земята около Слънцето, Северният полюс постепенно се отдалечава от Слънцето и в средата на зимата, той е обърнат в противоположна на Слънцето посока в максимална степен. Подобна последователност се наблюдава на Южния полюс, с разликата във времето от шест месеца.

## Време
На повечето места на Земята местното време се определя по географската дължина, така че денят повече или по-малко се определя от позицията на слънцето на небето (например, по обяд слънцето се намира в най-високата си точка). Този механизъм на определяне на времето не е валиден за Северния полюс, защото там Слънцето изгрява и залязва само веднъж годишно и всички географски дължини, а оттам и всички часови зони, се събират. На Северния полюс няма постоянно човешко присъствие и не е възложена определена часова зона. Полярните експедиции могат да използват всяка времева зона, която им е удобна, като Гринуичкото време, или часовия пояс на страната, от която експедицията тръгва.

## Климат
Северният полюс е значително по-топъл от Южния, защото се намира на морското равнище в средата на океан (който действа като източник на топлина), а не на голяма надморска височина върху континентална земна маса.
Зимните (януарски) температури на Северния полюс може да варират от около -43 °C до -26 °C, средно около -34 °C. Летните температури (юни, юли и август), са средно около точката на замръзване (0 °C). Най-високата температура, записана някога, е 5 °C – много по-висока, отколкото рекорда на Южния полюс от -13,5 °C.
Ледовете на Северния полюс са обикновено около 2 до 3 m в дебелина, въпреки че на места има значителни различия, и от време на време на движението на ледени късове става причина на повърхността да избива чиста вода. Проучванията показват, че средната дебелина на леда е намаляла през последните години. Този спад се дължи на глобалното затопляне, въпреки че това заключение се оспорва от някои. Различни научни доклади също прогнозират, че в рамките на няколко десетилетия на Северния ледовит океан ще бъде изцяло свободен от лед през летните месеци.

## Флора и фауна
За полярните мечки се смята, че рядко се срещат над 82° северна ширина, поради недостига на храна, макар че някои са забелязани в близост до Северния полюс, а експедиция от 2006 г. съобщава за наблюдавана полярна мечка само на миля от полюса. Край полюса също са наблюдавани пръстенчати тюлени, а полярни лисици са наблюдавани на по-малко от 60 km от него – на 89° 40 ' сев. ширина.
Видовете птици, които са наблюдавани около или много близо до полюса, включват снежна овесарка, полярен буревестник и трипръста чайка, макар че някои наблюдения на птици може да не са обективни поради тенденцията птиците да следват корабите и експедициите.
Риби също са забелязвани във водите на Северния полюс, но те вероятно са малко на брой. Член на руската експедиция, която се спусна до дъното на Северния полюс през август 2007 г., не съобщава за наблюдавани морски създания. Въпреки това, по-късно е съобщено, че от морското дъно е била загребана анемона, а видеокадрите от спускането показват неидентифицирани видове скариди и амфиподи.

## Териториални претенции
Съгласно международното право, нито една страна не е собственик на Северния полюс или части от региона на Северния ледовит океан около него. Петте околни арктически държави, Русия, Канада, Норвегия, Дания (чрез Гренландия) и Съединените щати, са ограничени до 200 морски мили изключителна икономическа зона край бреговете си, а в района отвъд която се прилага правото на Международния орган за морското дъно.
При ратифициране на Конвенцията на ООН по морско право, всяка страна има срок от 10 години да повдигне искане за разширяване на зоната на континенталния си шелф отвъд нейната 200-милна изключителна икономическа зона. Ако тази претенция бъде потвърдена, тя дава права на изискващата страна върху това, което може да е на или под морското дъно в рамките на зоната ѝ на претенции. Норвегия (ратифицирала Конвенцията през 1996 г.), Русия (1997), Канада (2003) и Дания (ратифицирала документа през 2004 г.) са започнали проекти за повдигане на претенции върху някои области от континенталния шелф на Арктика, които да бъдат обект единствено на тяхната експлоатация.
През 1907 г. Канада се позовава на секторния принцип, за да предяви претенция над частта, простираща се от бреговете ѝ до Северния полюс. Това твърдение не е изоставено, но и не получава развитие до 2013 г.
През 2014 г. Дания предявява претенции към част от морското дъно, включваща и Северния полюс.